# Merrill (Maine)
Merrill város az USA Maine államában, Aroostook megyében. 

## Népesség
A település népességének változása: